# Marcellina (nome)
Marcellina  è un nome proprio di persona italiano femminile. 

## Varianti
- Ipocoristici: Cellina[2], Celina, Lina
- Maschili: Marcellino

### Varianti in altre lingue
- Francese: Marcelline[3][4], Marceline[4], Celine
- Inglese: Marcellina[3], Marcelyn[4]
- Latino: Marcellina[3][4]
- Polacco: Marcelina[4]
- Portoghese: Marcelina
- Spagnolo: Marcelina

## Origine e diffusione
Anche se ad oggi viene generalmente considerato un diminutivo di Marcella, il nome ha in realtà radici più lontane: risale infatti al latino Marcellina, femminile del cognomen Marcellinus, un patronimico di Marcellus, quindi ha il significato di "appartenente a Marcello", "di Marcello".
È stato usato occasionalmente in Gran Bretagna in periodo medievale, e poi ripreso dopo il XIX secolo.

## Onomastico

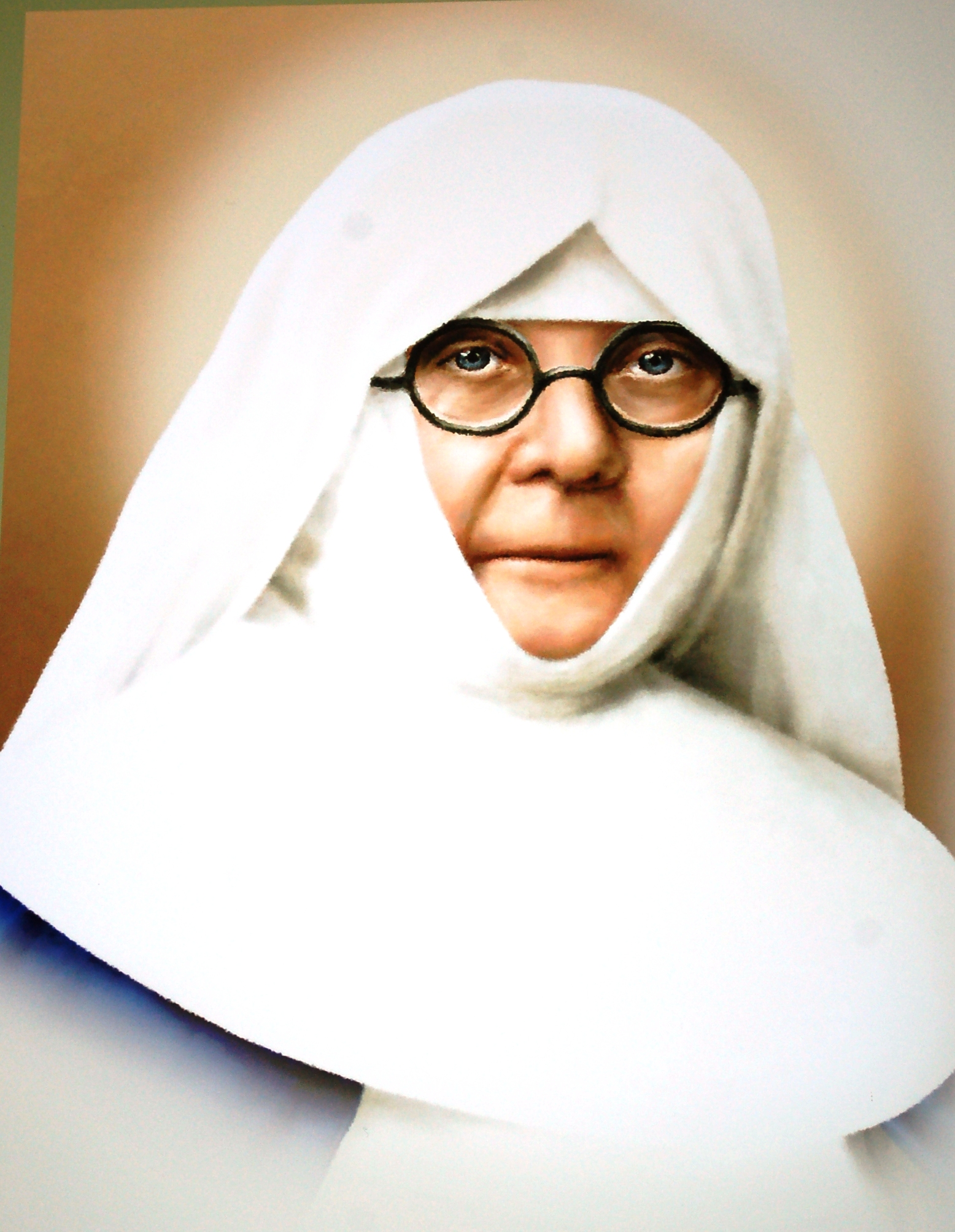
Marcelina Darowska

L'onomastico si festeggia il 17 luglio, giorno di santa Marcellina, vergine, sorella maggiore di san Satiro e di sant'Ambrogio. Con questo nome si ricorda anche la beata Marcelina Darowska, fondatrice delle Suore dell'Immacolata Concezione della Beata Vergine Maria, commemorata il 5 gennaio.

## Persone

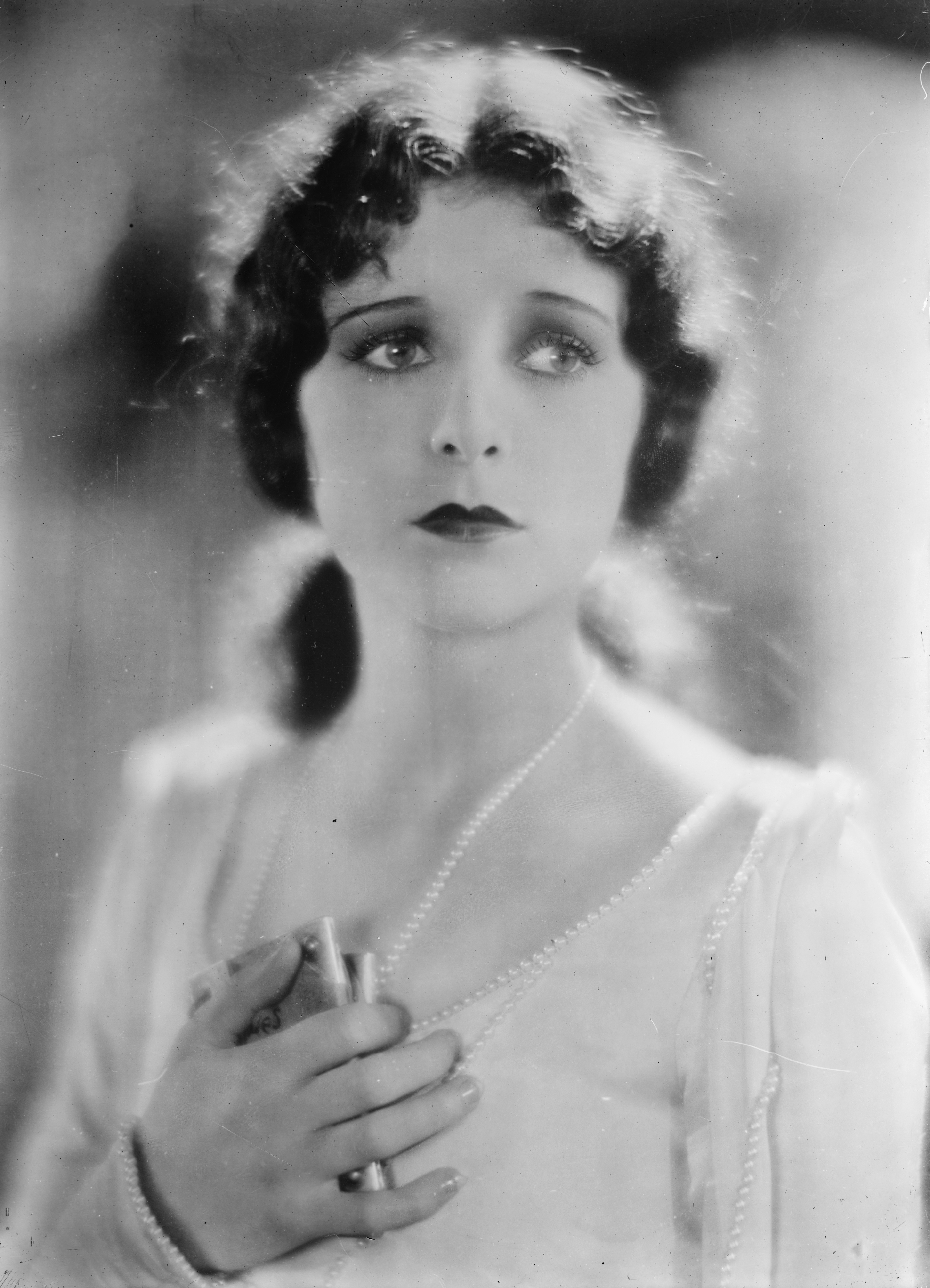
Marceline Day

- Marcellina, santa

### Variante Marcelina
- Marcelina Darowska, religiosa polacca
- Marcelina Vahekeni, modella angolana
- Marcelina Zawadzka, modella polacca

### Variante Marceline
- Marceline Day, attrice statunitense
- Marceline Desbordes-Valmore, poetessa francese

## Il nome nelle arti
- Marcellina è un personaggio dell'opera di Mozart Le nozze di Figaro,  su libretto di Lorenzo Da Ponte.